# Сали (Јужна Каролина)
Сали (енгл. Salley) град је у америчкој савезној држави Јужна Каролина.

## Демографија
По попису из 2010. године број становника је 398, што је 12 (-2,9%) становника мање него 2000. године.
|                   | 2010.        | 2000.        |
| Укупно            | 398 (100,0%) | 410 (100,0%) |
| Остали            | 199 (50,00%) | 11 (2,683%)  |
| Белци             | 172 (43,22%) | 192 (46,83%) |
| Афроамериканци    | 20 (5,025%)  | 202 (49,27%) |
| Хиспаноамериканци | 7 (1,759%)   | 1 (0,244%)   |
| Азијати           | 0 (0,000%)   | 4 (0,976%)   |